# U-Boot-Stahl
Als U-Boot-Stahl werden spezielle Stahlsorten bezeichnet, die sich durch hohe Festigkeit und Korrosionsbeständigkeit, insbesondere gegen Meerwasser, und das Fehlen jeglicher Magnetisierbarkeit auszeichnen. Neben dem ursprünglichen Einsatzzweck als Hülle für U-Boote werden sie beispielsweise auch für Taucheruhren verwendet.

## Besonderheiten
Gegenüber einfachem rostfreiem Stahl wird U-Boot-Stahl noch mit Mangan und Molybdän legiert. Dadurch wird das austenitische Gefüge stabilisiert und die Bildung von α- oder auch δ-Ferrit vermieden. Ein so gebautes U-Boot ist nicht mehr durch Verzerrung eines äußeren Magnetfeldes lokalisierbar. Weiterhin wird der gefürchteten Spannungsrisskorrosion im Kontakt mit Seewasser vorgebeugt.
Beim U-Boot-Stahl handelt es sich demnach um einen Voll-Austeniten mit außerordentlich hoher Festigkeit und von höchster amagnetischer Güte. Der Festigkeitswert erreicht über 155 % des Edelstahls AISI 316L, wie er bspw. bei gewöhnlichen Uhrengehäusen verwendet wird. U-Boot-Stahl ist resistent gegenüber dauerhaftem Seewasserkontakt und zudem, aufgrund seiner Duktilität, extrem rissbeständig.
Mangan bewirkt außerdem eine deutliche Härte- und Festigkeitssteigerung ohne Beeinträchtigung der Zähigkeit, da es die Bewegung der für jegliche plastische Verformung notwendigen Versetzungen hemmt. Durch Kolsterisieren können an der Oberfläche Vickers-Härten bis ca. 1300 HV 0,05 erreicht werden.

## Beispiele
Die folgenden Beispiele zeigen typische Eigenschaften einiger U-Boot-Stähle:
| Werkstoffnummer | Kurzname                       | Streckgrenze (Re) | Zugfestigkeit (Rm) | Anmerkung |
| --------------- | ------------------------------ | ----------------- | ------------------ | --- |
| 1.3813          | X 40 Mn Cr N 19                | ≥ 295 N/mm²       | 740–920 N/mm²      | |
| 1.3952          | X 2 Cr Ni Mo N 18-14-3         | ≥ 295 N/mm²       | 590–780 N/mm²      | |
| 1.3964          | X 2 Cr Ni Mn Mo N Nb 21-16-5-3 | ≥ 365 N/mm²       | 700–950 N/mm²      | Ab Klasse 206 Standard für deutsche U-Boote |
| 1.3974          | X 2 Cr Ni Mn Mo N Nb 23-17-6-3 | 460 N/mm²         | 800–1050 N/mm²     | |
| 1.0577          | St 52-3                        | 265 N/mm²         | 450–600 N/mm²      | Vergleichswert. Kein heutiger U-Boot-Stahl, aber wurde für die U-Boot-Klasse XXI während des Zweiten Weltkriegs verwendet. Als Martensit signifikant magnetisch. |